# Віттевен (Мідден-Дренте)
Віттевен (нід. Witteveen, нід. вимова: [ˈʋɪtəˌveːn]) — село в нідерландській провінції Дренте. Входить до муніципалітету Мідден-Дренте.
Його площа становить 15,72 км², а населення станом на 2021 рік складало 555 осіб.
Перша згадка про населений пункт датується 1856 роком.

## Галерея

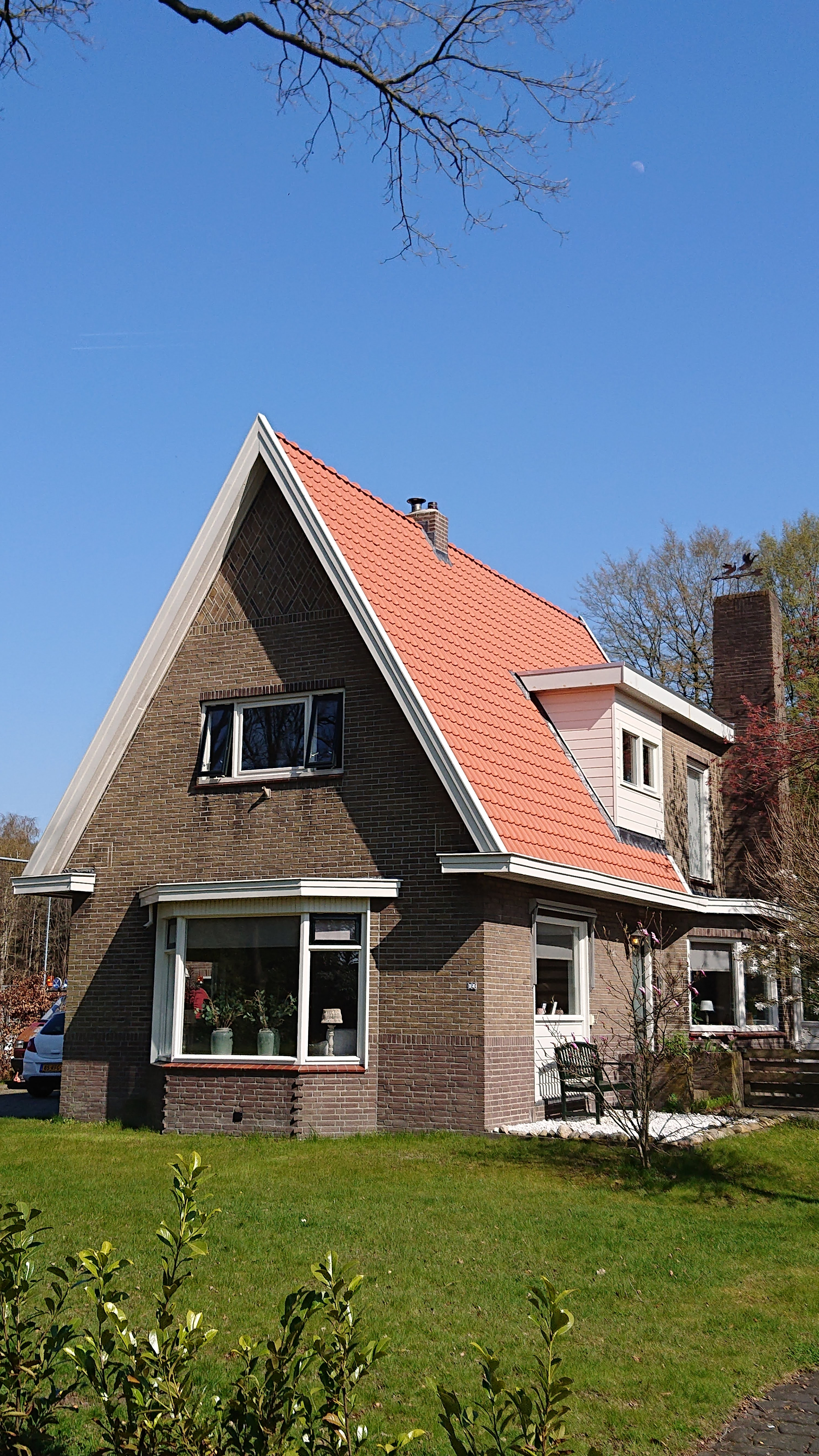
Колишній будинок почту
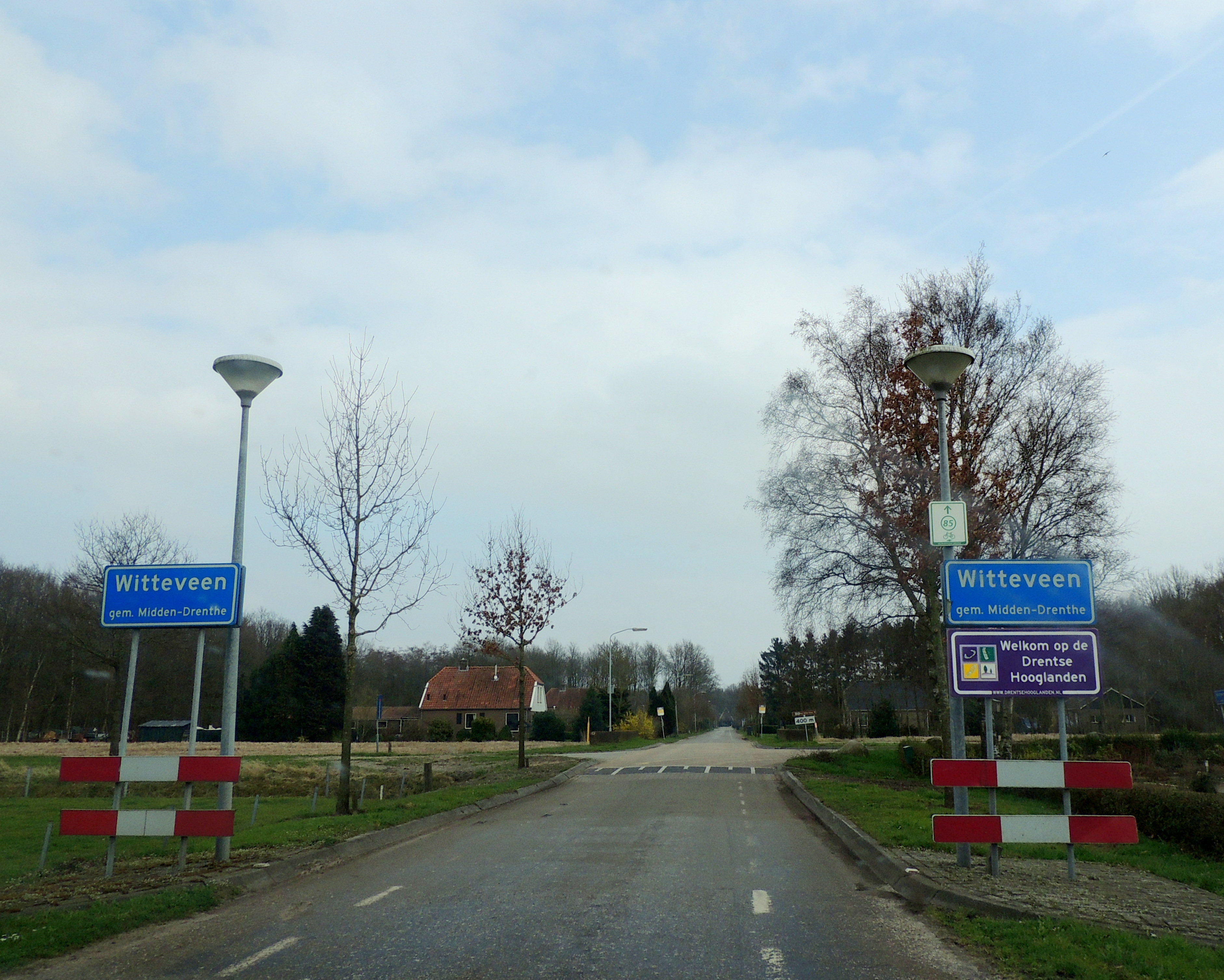
В'їзд до села